# Bonțești (okręg Vrancea)
Bonțești – wieś w Rumunii, w okręgu Vrancea, w gminie Cârligele. W 2011 roku liczyła 486
mieszkańców.